# Aleja Górska w Bydgoszczy

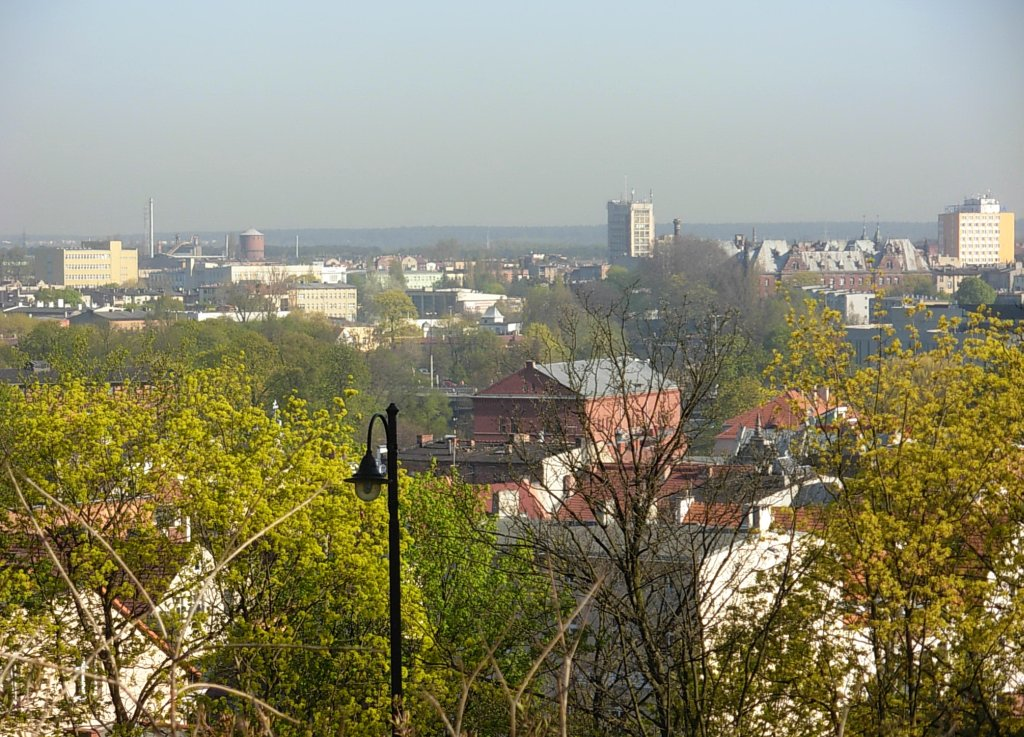
Widok północno-zachodniej części miasta

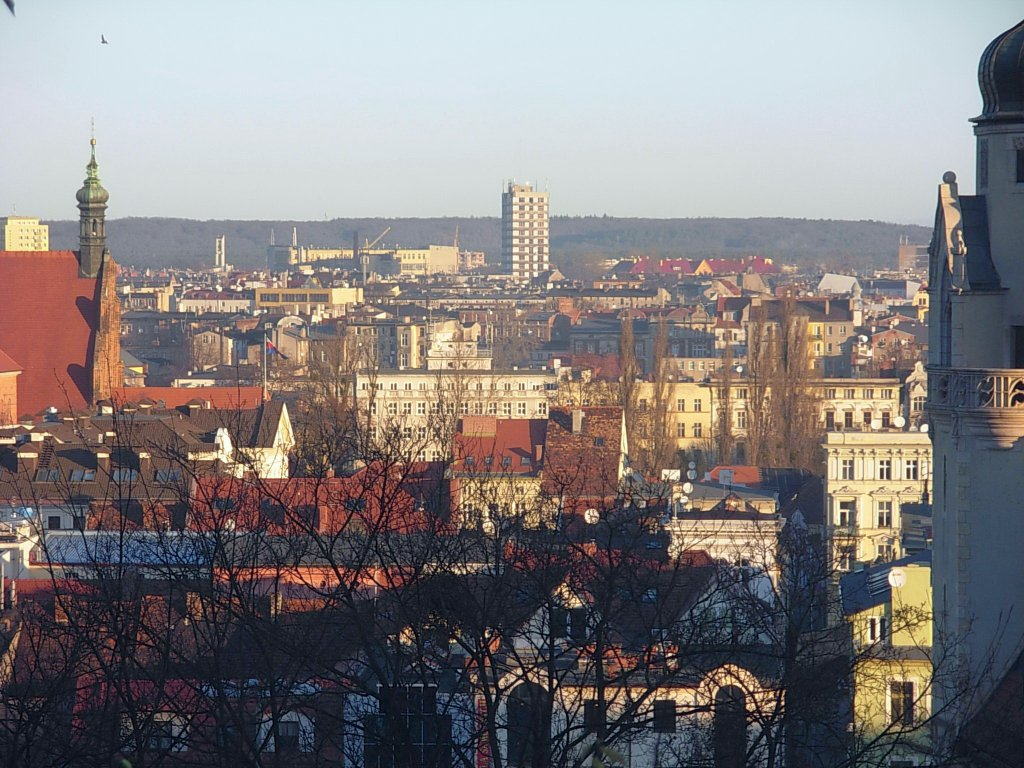
Widok z alei Górskiej

Aleja Górska – tereny spacerowe będące przedłużeniem drogi spacerowo-widokowej na wzgórzu gen. H. Dąbrowskiego. Obejmują trasę o długości 650 m na krawędzi górnego tarasu Bydgoszczy. Rozciągają się stamtąd rozległe widoki na Stare Miasto w Bydgoszczy.

## Lokalizacja
Przed II wojną światową Aleją Górską określano miejską trasę spacerowo-widokową, która rozpoczynała się od ulicy Podgórnej i wiodła w kierunku wschodnim do Wzgórza Wolności. 
Obecnie jest to aleja spacerowa otoczona zielenią, położona w obrębie osiedla Szwederowo w Bydgoszczy, między ulicami Terasy a Kujawską. Jest zlokalizowana na północnej krawędzi Zbocza Bydgoskiego o deniwelacji 25–30 m, które oddziela dwa poziomy miasta: tarasy górny i dolny.
Powierzchnia terenów zieleni parkowej położonej wzdłuż alei górskiej, pomiędzy ul. Terasy, schodami przy Nowym Rynku, a ul. Wiatrakową i Kujawską wynosi 2,63 ha.

## Historia
Pierwotna nazwa alei to Planty Okrężne. Nawiązują one do plant nad Brdą, czyli ciągu spacerowo-wypoczynkowego położonego na nabrzeżu rzeki Brdy, podczas gdy planty okrężne były trasą alternatywną, umożliwiającą podziwianie panoramy miasta z góry. Budowę plant położonych na skarpie wzgórz otaczających miasto od południa rozpoczęto pod koniec XIX wieku. Budowano je etapami w latach: 1890, 1910, 1922, i 1940–1942. Planty były przedłużeniem drogi spacerowo-widokowej na Wzgórzu Dąbrowskiego.
Odcinka plant od ulicy Podgórnej do ulicy Terasy nie ukończono. Dalej planty prowadziły na odcinkach między parowami, w których biegły ulice: Terasy, Wiatrakowa i Kujawska.
Obszar plant od ulicy Terasy aż do Wzgórza Wolności wynosił 9,7 ha. Całość była obficie zadrzewiona. W parku rosło 70 gatunków drzew liściastych, iglastych oraz krzewów.

## Charakterystyka
Aleja Górska prowadzi na skraju zbocza, wśród zieleni, drzew i krzewów. Od ulicy Terasy do ul. Wiatrakowej znajduje się na zapleczu II Liceum Ogólnokształcącego i szkoły katolickiej. Przy ul. Terasy 2 znajduje się tablica pamiątkowa ku czci zasłużonego działacza narodowego i obrońcy języka polskiego, pisarza, redaktora i wydawcy Juliana Prejsa (1820–1904, pseudonim „Sierp-Polaczek”), mieszkającego tu w latach 1865–1904.
Na wysokości Nowego Rynku znajduje się platforma widokowa, skąd rozciąga się rozległa panorama Starego Miasta. W dół prowadzą szerokie schody zbudowane w latach 1993–1995 z wykorzystaniem naturalnych walorów krajobrazowych. Dalej aleja prowadzi do ul. Wiatrakowej, położonej w wąwozie, opodal którego ongiś znajdowało się kilka wiatraków zbożowych. Od ul. Wiatrakowej do Kujawskiej aleja prowadzi na zapleczu zabytkowego Domu Sierot z 1905 r., w którym znajduje się Pogotowie Opiekuńcze i szkoła podstawowa nr 55.
Miejscami aleję otacza starodrzew złożony z gatunków rodzimych (dęby, klony, lipy, buki)

## Rewitalizacja
Niezadowalający stan alei Górskiej, oraz zbyt małe wykorzystanie jej potencjalnych walorów widokowych stało się przyczyną realizacji projektu pod nazwą „Ścieżka spacerowo-widokowa na skarpie południowej”. Projekt zapisano w Lokalnym Planie Rewitalizacji Miasta Bydgoszczy i uzyskano dofinansowanie unijne w wysokości 1,3 mln zł w ramach Regionalnego Programu Operacyjnego Województwa Kujawsko-Pomorskiego na lata 2007-2013. Projekt obejmował wykonanie koncepcji zagospodarowania całego obszaru (od ul. Stromej do ul. Kujawskiej) pod kątem rekreacyjno-wypoczynkowym i jej realizację. W 2010 r. przedsięwzięcie odłożono na termin późniejszy z powodu wysokich kosztów wykupu terenu.